# Hiệu ứng Streisand
Hiệu ứng Streisand ("Streisand Effect") được dùng như một thuật ngữ đề cập đến những hậu quả không chủ ý khi cố gắng tìm cách để che giấu, loại bỏ, ngăn chặn hoặc kiểm duyệt một thông tin, nhưng nó càng làm công chúng chú ý hơn đồng thời thông tin bị công bố và lan tỏa rộng rãi hơn, thường là qua Internet. Hiệu ứng này lấy tên từ vụ ca sĩ Mỹ Barbra Streisand vào năm 2003 đã nỗ lực xóa bỏ hình ảnh về nơi cư trú của mình ở Malibu, California bị lộ bởi Dự án ghi nhận vùng bờ biển California để chống xói mòn bờ biển, vô tình đã thu hút sự chú ý hơn nữa của công chúng.
Nhiều trường hợp cũng xảy ra tương tự, ví dụ, trong bức thư đe dọa hoặc những thỏa thuận ngăn chặn việc công bố những số liệu, tập tin, dữ liệu và các trang web. Nhưng thay vì bị che giấu, các thông tin lại bị công bố công khai trên quy mô lớn và lan truyền trên những phương tiện truyền thông đại chúng, như video và các bài hát chế nhạo, thường được phát tán rộng rãi trên mạng Internet hoặc qua các mạng chia sẻ dữ liệu (file-sharing).

## Nguồn gốc của thuật ngữ

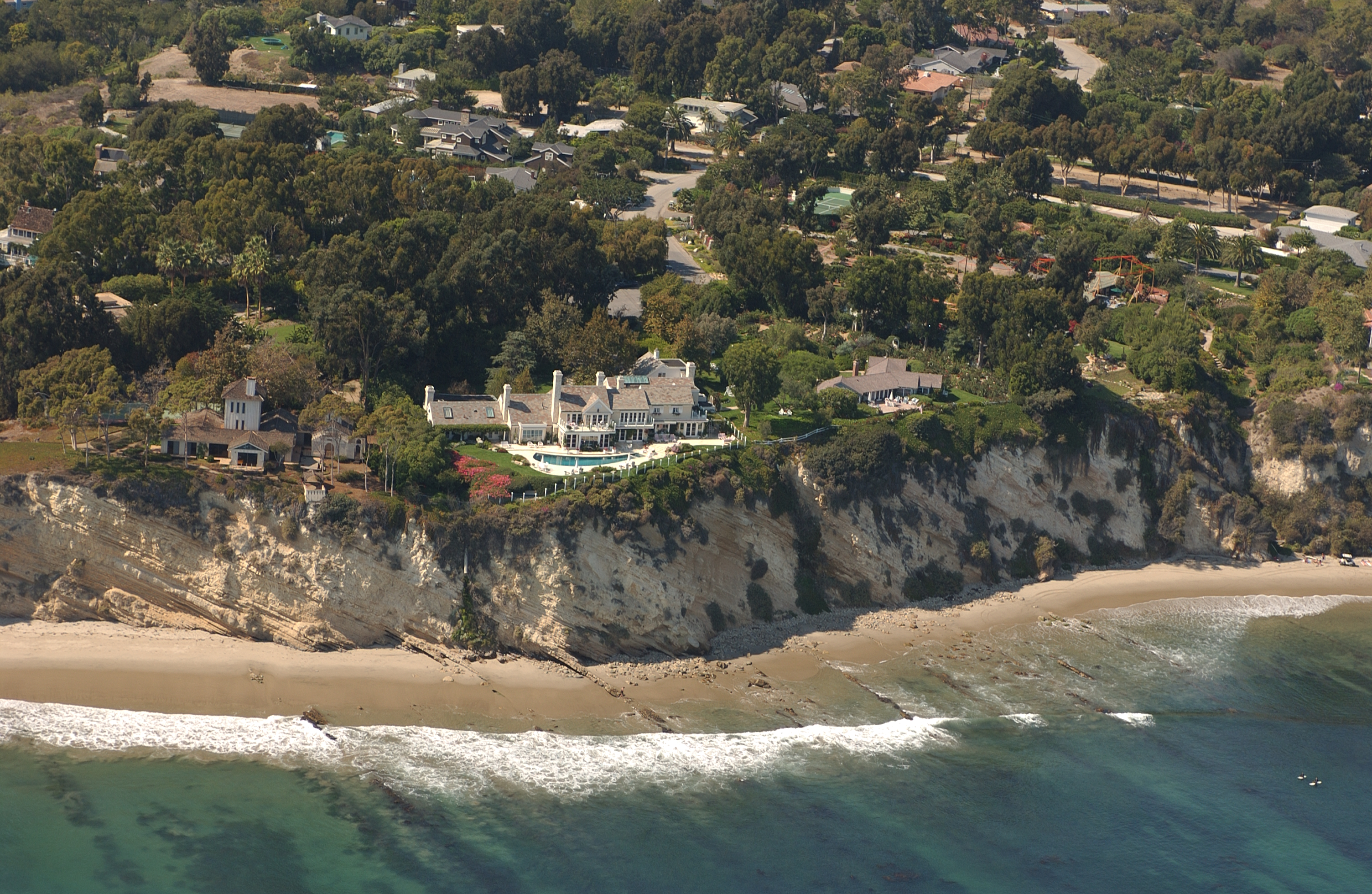
Ngôi biệt thự của Streisand, trong bộ sưu tập của California Coastal Records Project, tâm điểm của vụ kiện và cũng là lý do cho tên của hiệu ứng